# Parchīn Poshteh
Parchīn Poshteh (persiska: پرچین پشته) är en ort i Iran.   Den ligger i provinsen Mazandaran, i den norra delen av landet, 130 km norr om huvudstaden Teheran. Parchīn Poshteh ligger 237 meter över havet och antalet invånare är 197.
Terrängen runt Parchīn Poshteh är varierad.Runt Parchīn Poshteh är det ganska tätbefolkat, med 116 invånare per kvadratkilometer. Närmaste större samhälle är Tonekābon, 10,3 km norr om Parchīn Poshteh. I omgivningarna runt Parchīn Poshteh växer i huvudsak blandskog.